# 小此木彦三郎
小此木 彦三郎（おこのぎ ひこさぶろう、1928年〈昭和3年〉1月26日 - 1991年〈平成3年〉11月4日）は、日本の政治家。位階は正三位勲一等。建設大臣（第52代）、通商産業大臣（第43代）、衆議院議員（8期）。

## 来歴
神奈川県横浜市出身。父親は衆議院議員の小此木歌治。三男は元衆議院議員の小此木八郎。1945年5月の横浜大空襲で母と妹を亡くす。
神奈川県立第一中学校を経て、1952年に早稲田大学文学部哲学科卒業。父の教育方針で関西で修業、1953年に父が死去、家業の材木商を継ぐ。藤木企業の大番頭の伊藤清蔵の長女と結婚。
1963年、横浜市会議員にトップで初当選。人口増加問題や遅れをとっていた都市整備問題に取り組む。
1969年、第32回衆議院議員総選挙に旧神奈川1区（定数4）から自民党公認で立候補。この時民間で選挙を仕切ったのが藤木幸夫だった。初出馬ながら得票数2位で初当選した。以降、藤木企業のバックアップを受け、8回連続で当選。1972年12月、神奈川県社会福祉事業費として100万円寄付により1973年9月26日、紺綬褒章受章。
党内では中曽根派→渡辺派に所属した。運輸政務次官、外務政務次官、衆議院運輸委員長などを経て1983年に第2次中曽根内閣の通商産業大臣として初入閣。大臣就任早々、自由貿易拡大維持の必要性を強く主張、アメリカ、カナダ、ヨーロッパの貿易大臣会合に出席、保護主義抑制や貿易障壁撤廃への役割を担い、中小企業の景気を良くするため投資減税確立、消費者保護充実のため割賦販売法改正に尽力、テクノポリスの第一次地域指定を行い、地方産業の育成に努めた。竹下改造内閣では建設大臣就任。大臣としては他国との建設摩擦が本格化した中で日本の建設市場で他国の公共事業参入推進、良好な都市整備環境の形成のため宅地開発を推進する各法律の成立に尽力した。また、自民党国会対策委員長、衆議院議院運営委員長を歴任するなど党内でも有数の議運・国対族として知られ、与野党に幅広い人脈を持っていた。このほか、衆議院予算委員長、土地問題等に関する特別委員長、自民党交通部会長、都市局長、成田空港建設促進特別委員長、副幹事長を歴任した。
自民党神奈川県連会長を務め、その在職中に横浜市長選挙への出馬に傾いたことがあった。
1991年、小選挙区比例代表並立制導入を柱とする政治改革関連3法案を審議する衆院政治改革特別委員会の委員長を務め、9月30日に同法案の「廃案」を突如宣言する。これは、中選挙区制廃止に消極的であった自民党国対委員長梶山静六の意向とも言われる。
同年10月29日、衆議院第2議員会館7階にある梶山の事務所を訪ねたが、梶山が不在であったため、5階の自分の事務所に引き返す折に階段で転落し頭部を強打、急性蜘蛛膜下出血、脳挫傷で入院。6日後の同年11月4日、急性腎不全のため東京都港区の東京慈恵会医科大学附属病院で死去した。63歳没。死没日をもって正三位に叙され、勲一等旭日大綬章を追贈された。追悼演説は同年11月21日の衆議院本会議で、同選挙区選出の伏木和雄により行われた。墓所は久保山墓地（横浜市西区）にある。地盤はかつての秘書で横浜市会議員に転身していた菅義偉の後押しもあり、三男の小此木八郎が引き継ぎ、1993年の衆議院議員総選挙で当選している。

## 関連人物
- 菅義偉 - 元私設秘書。のち横浜市会議員、衆議院議員、第99代内閣総理大臣
- 菅真理子 - 小此木家の家事手伝いをしていた時に義偉と知り合い結婚
- 米田建三 - 建設大臣時代の秘書官

| 議会          | 議会                                              | 議会                     |
| ------------- | ------------------------------------------------- | ------------------------ |
| 先代 （新設） | 衆議院政治改革に関する特別委員長 初代：1991年     | 次代 石田真敏 （2024年） |
| 先代 山口敏夫 | 衆議院議院運営委員長 第46代：1989年 - 1990年      | 次代 山下徳夫            |
| 先代 古屋亨   | 衆議院運輸委員長 1980年 - 1981年                  | 次代 越智伊平            |
| 先代 中野四郎 | 衆議院予算委員長 1978年 (代理)                    | 次代 竹下登              |
| 公職          |                                                   |                          |
| 先代 越智伊平 | 建設大臣 第52代：1988年 - 1989年                  | 次代 野田毅              |
| 先代 宇野宗佑 | 通商産業大臣 第43代：1983年 - 1984年              | 次代 村田敬次郎          |
| 党職          |                                                   |                          |
| 先代 田村元   | 自由民主党国会対策委員長 第27代 : 1982年 - 1983年 | 次代 江藤隆美            |